# Fantome Rock
Der Fantome Rock ist ein Klippenfelsen vor der Westspitze Südgeorgiens. Er liegt 150 m südlich des Gony Point von Bird Island inmitten des Bird Sound.
Wissenschaftler der britischen Discovery Investigations kartierten ihn im Zuge von Vermessungen, die sie zwischen 1926 und 1930 durchgeführt hatten. Das UK Antarctic Place-Names Committee benannte ihn 1963 nach dem Kutter Fantome, der bei Vermessungsarbeiten in diesem Gebiet zwischen Februar und März 1961 zum Einsatz kam und dabei im Sturm sank.